# Ziua Națională a Aromânilor
Ziua Națională a Aromânilor (în aromână Dzua Natsionalã a Armãnjilor) a fost adoptată pe data de 23 mai 1990 și se sărbătorește în România și câteva țări balcanice. Aceasta amintește de data de 23 mai 1905 când a fost tipărita iradeaua sultanului Abdul-Hamid al II-lea prin care au fost recunoscute aromânilor drepturi specifice în plan administrativ, școlar și religios. Iradeaua a fost tipărită la presiunile României, care cerea acordarea de drepturi comunității aromâne și amenința cu ruperea relațiilor cu Imperiul Otoman.